# الاتحاد الكويتي لكرة السلة

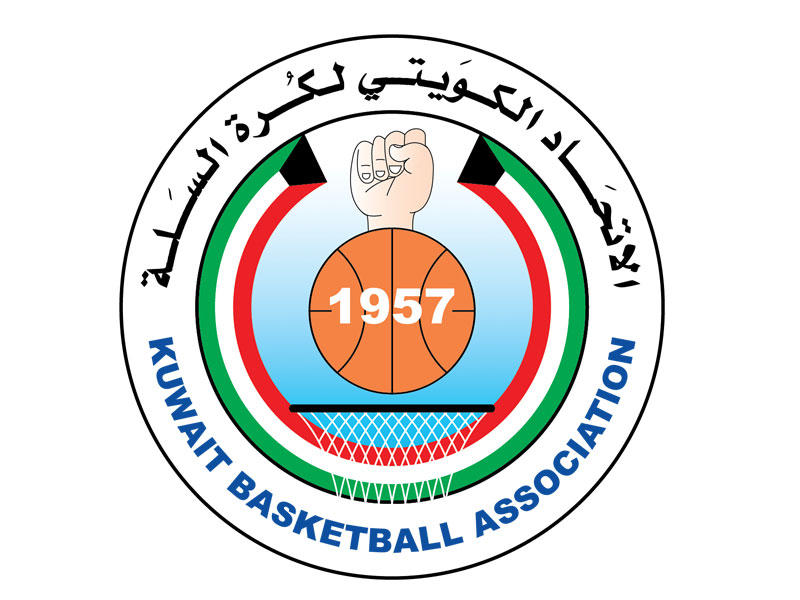
الاتحاد الكويتي لكرة السلة

## الاتحاد الكويتي لكرة السلة
الاتحاد الكويتي لكرة السلة الجهة المسؤولة عن كرة السلة في دولة الكويت والمسؤول المباشر عن المنتخبات الكويتية لكرة السلة وكذلك الاندية المحلية المشاركة في الدوري الكويتي ويترأسه حالياً السيد رشيد حامد العنزي

## نبذة
تم إنشاء الاتحاد عام 1957 تحت اسم الاتحاد الكويتي لكرة السلة والطائرة وفى نفس العام انضم إلى اللجنة الأولمبية الكويتية .
• انضم الاتحاد الكويتي لكرة السلة إلى الاتحاد الدولي لكرة السلة في عام 1958
وبذلك أصبح أول اتحاد كويتي ينضم إلى الاتحادات الدولية.
• عام 1960 شارك الاتحاد الكويتي لكرة السلة بتأسيس الإتحاد الآسيوي لكرة السلة .
• منذ عام 1961 شارك الاتحاد الكويتي لكرة السلة في جميع البطولات ومسابقات الاتحادات العربية _ الأسيوية _ الخليجية وكان أول اشتراك دولي في الدورة الرياضية العربية الثالثة بالدار البيضاء بالمغرب سبتمبر عام 1961 ميلادية
• في عام 1970 تم إشهار الاتحاد الكويتي لكرة السلة بعد إنفصاله عن اتحاد الكرة للطائرة.
• في عام 1974 شــارك الاتحاد الكويتي لكرة السلة وبعض الدول العربية الشقيقة في تشكيل وتأسيس الاتحاد العــربي لكرة السلة.
• في عام 1978 شارك الاتحاد الكويتي لكرة السلة في تأسيس اللجنة التنظيمية لدول مجلس التعاون لدول الخليج العربية لكرة السلة.

## رؤساء الاتحاد
* أحمد المهنا (1961-1965)
* أحمد المهنا (1965-1970)
* عبد اللطيف الياقوت (1970-1972)
* يوسف محمد العبيد (1972-1974)
* الشيخ فهد الاحمد الصباح (1974-1977)
* عبد اللطيف الياقوت (1977-1980)
* خالد ناصر الغيث (1980-1984)
* يوسف محمد العبيد (1985-1989)
* الشيخ طلال فهد الاحمد (1992-1997)
* الشيخ حمد سالم الحمود (1997-2000)
* الشيخ حمد سالم الحمود (2000-2004)
* الشيخ حمد سالم الحمود (2004-2008)
* الشيخ حمد سالم الحمود (2008-2012)
* عبد الله حمزة الكندري (2012-2016)
* رشيد حامد العنزي (2019- حتى الآن)